# Strijkkwartet nr. 2 (Matthews)
Colin Matthews componeerde zijn Strijkkwartet nr. 2 in 1985 en reviseerde het grondig in 1989. Het is eigenlijk zijn tweeënhalve strijkkwartet geworden.
Oorspronkelijk is het gecomponeerd in twee delen, het huidige presto en een tweemal zo lang berceuse. Toen eenmaal de première was geweest en er diverse uitvoeringen waren gegeven, vond de componist het werk toch niet voldoen aan zijn standaard. Het tweede deel verdween in zijn geheel en er kwam een zesdelige structuur voor in de plaats. Op papier is er dus sprake van een zesdelig stuk, bij beluistering vervalt het strijkkwartet terug op de klassieke structuur van vier delen.

## Delen
1. Presto
2. Intermezzo 1: Prestissimo
3. Scherzo en Trio: Vigoroso – brutale
4. Interlude: Largo
5. Intermezzo 2: Chorale: L’istesso tempo
6. Tempo giusto.

Het onderscheid tussen de delen 1 en 2 en 4 en 5 is nauwelijks hoorbaar en zo is de vierdelige structuur inleiding, scherzo, langzaam deel, finale een feit. Het is een nerveus klinkend strijkkwartet dat pas in de delen 4/5 tot rust komt, maar direct in deel 6 weer actie geeft. Net zoals bijvoorbeeld zijn orkestwerk Alphabicycle Order vormt ritme een belangrijker aandeel in zijn compositie dan bij andere componisten. Het slot is niet echt een afsluiting van het geheel. Men eindigt op een akkoord, dat aanleiding zou kunnen geven tot een deel 7, doch dat is er niet. Het heeft een open eind. De première van zijn gereviseerde kwartet werd gegeven in juni 1990.
Nicholas Maw was zijn docent.

## Bron en discografie
- Uitgave NMC Recordings 149: Brindisi Quartet